# Thomas L. Young

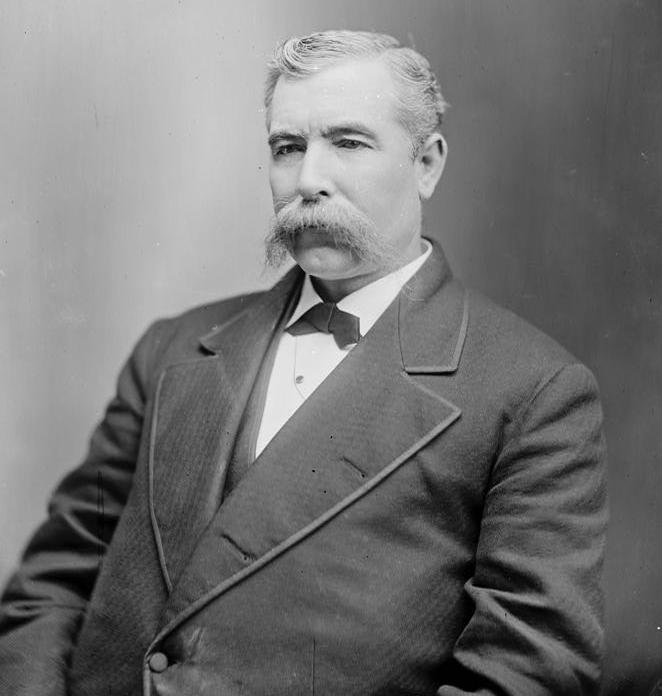
Thomas L. Young.

Thomas Lowry Young, född 14 december 1832 i Killyleagh, Down, Irland (nuvarande Nordirland), död 20 juli 1888 i Cincinnati, Ohio, var en irländsk-amerikansk politiker (republikan). Han var guvernör i Ohio 1877–1878 och ledamot av USA:s representanthus 1879–1883.
Young utvandrade 1847 till USA med sina föräldrar. Han deltog i amerikanska inbördeskriget i nordstaternas armé och befordrades till överste. Han avlade sedan juristexamen vid Cincinnati Law School och inledde 1865 sin karriär som advokat i Ohio. Young var Rutherford B. Hayes viceguvernör 1876–1877 och efterträdde Hayes på guvernörsposten när Hayes vann presidentvalet i USA 1876. År 1879 efterträdde Young Henry B. Banning som kongressledamot och representerade Ohios andra distrikt i USA:s representanthus i fyra år.
Young var katolik. Hans grav finns på Spring Grove Cemetery i Cincinnati.